# Краб-Орчерд (Іллінойс)
Краб-Орчерд (англ. Crab Orchard) — переписна місцевість (CDP) в США, в окрузі Вільямсон штату Іллінойс. Населення — 356 осіб (2020).

## Географія
Краб-Орчерд розташований за координатами 37°43′25″ пн. ш. 88°48′37″ зх. д. / 37.72361° пн. ш. 88.81028° зх. д. (37.723611, -88.810281).  За даними Бюро перепису населення США в 2010 році переписна місцевість мала площу 3,70 км², з яких 3,61 км² — суходіл та 0,09 км² — водойми.

## Демографія
Згідно з переписом 2010 року, у переписній місцевості мешкали 333 особи в 140 домогосподарствах у складі 102 родин. Густота населення становила 90 осіб/км².  Було 149 помешкань (40/км²).
Расовий склад населення:
| - 96,4 % — білих - 0,9 % — азіатів - 0,3 % — корінних американців - 0,3 % — чорних або афроамериканців |

До двох чи більше рас належало 1,8 %. Частка іспаномовних становила 0,9 % від усіх жителів.
За віковим діапазоном населення розподілялося таким чином: 21,9 % — особи молодші 18 років, 65,2 % — особи у віці 18—64 років, 12,9 % — особи у віці 65 років та старші. Медіана віку мешканця становила 38,8 року. На 100 осіб жіночої статі у переписній місцевості припадало 100,6 чоловіків;  на 100 жінок у віці від 18 років та старших — 95,5 чоловіків також старших 18 років.
Середній дохід на одне домашнє господарство  становив 47 338 доларів США (медіана — 39 333), а середній дохід на одну сім'ю — 57 092 долари (медіана — 41 406). Медіана доходів становила 38 500 доларів для чоловіків та 34 688 доларів для жінок. За межею бідності перебувало 10,9 % осіб, у тому числі 13,0 % дітей у віці до 18 років та 27,0 % осіб у віці 65 років та старших.
Цивільне працевлаштоване населення становило 127 осіб. Основні галузі зайнятості: освіта, охорона здоров'я та соціальна допомога — 36,2 %, будівництво — 20,5 %, роздрібна торгівля — 11,8 %, транспорт — 7,9 %.